# Some Duel (film 1916)
Some Duel è un cortometraggio muto del 1916 scritto, diretto e interpretato da Tom Mix. Prodotto dalla Selig Polyscope Company, è una commedia di genere western. Tra gli altri interpreti, oltre a Mix, Victoria Forde, sua partner abituale, Joe Ryan, Sid Jordan, Pat Chrisman.

## Trama
Al ranch è appena tornata dal college Grace, la figlia del proprietario Jim Jordan. La ragazza trova subito due pretendenti, i cowboy Tom e Centiped Pete. Con gli abiti della domenica, si dirigono entrambi verso la casa di Grace. Lungo il percorso, trovano da ridire tra loro, coinvolgendo i cowboy dei ranch rivali. Pete sfida a duello Tom, ma prima del duello, Grace complotta con Tom per ingannare e spaventare Pete. Il giorno della prova, nelle armi vengono inserite delle cartucce a salve. Arriva poi il becchino, ma a questo punto Pete non ce la fa più e scappa via. Grace fa i suoi complimenti a Tom e lui è felice di avere conquistato la ragazza.

## Produzione
Il film fu prodotto dalla Selig Polyscope Company.

## Distribuzione
Distribuito dalla General Film Company, il film - un cortometraggio in una bobina - uscì nelle sale cinematografiche statunitensi l'8 luglio 1916. In Brasile, prese il titolo Duelo ao Sol.